# دانا آيفي
دانا آيفي (بالإنجليزية: Dana Ivey)‏ هي ممثلة أمريكية، ولدت في 12 أغسطس 1941 بأتلانتا في الولايات المتحدة.

## أعمال

### أفلام
- (1985) اللون الأرجواني[6]
- (1992)  ضائع في نيويورك[7][8][9]
- (1993) الساهر في سياتل[10][11][12]
- (1995) سابرينا[13]
- (2000) الطفل[14][15]
- (2002) إشعار لمدة أسبوعين[16]
- (2009) هل سمعت عن مورغنس؟[17][18]
- (2011) المساعدة[19][20][21]

## ترشيحات
- جائزة توني لأفضل ممثلة بارزة في مسرحية [الإنجليزية]‏ (1984)
- جائزة توني لأفضل ممثلة بارزة في مسرحية [الإنجليزية]‏ (1997)
- جائزة توني لأفضل ممثلة بارزة في مسرحية [الإنجليزية]‏ (2005)
- جائزة توني لأفضل ممثلة بارزة في مسرحية [الإنجليزية]‏ (2007)

## وصلات خارجية
- دانا آيفي على موقع IMDb (الإنجليزية)
- دانا آيفي على موقع ألو سيني (الفرنسية)
- دانا آيفي على موقع أول موفي (الإنجليزية)
- دانا آيفي على موقع قاعدة بيانات برودواي على الإنترنت (الإنجليزية)
- دانا آيفي على موقع قاعدة بيانات الأفلام السويدية (السويدية)
- دانا آيفي على موقع إن إن دي بي (الإنجليزية)
- دانا آيفي على موقع ديسكوغز (الإنجليزية)
- دانا آيفي على موقع قاعدة بيانات الفيلم (الإنجليزية)
- دانا آيفي على موقع كينوبويسك (الروسية)